# Píla (okres Žarnovica)
Píla (německy Paulisch) je obec na Slovensku v okrese Žarnovica. V roce 2016 zde žilo 141 obyvatel. První písemná zmínka o obci pochází z roku 1534.